# NASCAR 06: Total Team Control
NASCAR 06: Total Team Control é o 9º jogo eletrônico da série de video games NASCAR da EA Sports. O jogo foi desenvolvido pela EA Tiburon e lançado em 30 de agosto de 2005 para os consoles Xbox e PlayStation 2.

## O Jogo
Diferente de todos os outros games baseados em franquias de corridas, em NASCAR 06 o seu objetivo não é ser campeão de pilotos, e sim de construtores, o que trás mais dinamismo e ação às corridas.
A equipe trabalha de acordo com suas ordens fora e dentro das pistas. Assim, você deve controlar os ânimos dos mecânicos, coordenar os carros dentro da equipe, tipo, que piloto corre com qual, e também dar ordens no meio das provas, como mandar segurar oponentes para você abrir distância, trabalhar junto, forçar o ritmo e até mandá-los parar nos boxes mais cedo ou mais tarde, tudo isso através do botão "R3", com comandos simples e objetivos, que podem ser passados de forma mais precisa através de comandos de voz por Headset.
Dentre os modos de jogo há os já tradicionais, Single Race, Campeonatos, Carreira e, além dos desagios Dodge, que se resumem em ultrapassar o maior número de adversários possíveis, bloqueá-los, provocá-los ou fazer a volta num tempo pré-estipulado.
Com gráficos semelhantes à versão 2005 e amassados um pouco menos precisos, o visual fica na média dos demais jogos de corrida, mas perante à perfeita jogabilidade, os gráficos passam a ser irrelevantes, sem contar que, para não perder o costume, as colisões estão espetacularmente reais e os efeitos sonoros são de primeira linha.

### Pilotos

#### NEXTEL Cup
| - #00 Kenny Wallace - #01 Joe Nemechek - #08 Shane Hmiel - #0 Mike Bliss - #1 Martin Truex Jr. - #2 Rusty Wallace - #5 Kyle Busch - #6 Mark Martin - #8 Dale Earnhardt Jr - #9 Kasey Kahne - #10 Scott Riggs - #11 Jason Leffler - #12 Ryan Newman - #14 John Andretti | - #15 Michael Waltrip - #16 Greg Biffle - #17 Matt Kenseth - #18 Bobby Labonte - #19 Jeremy Mayfield - #20 Tony Stewart - #21 Ricky Rudd - #22 Scott Wimmer - #24 Jeff Gordon - #25 Brian Vickers - #29 Kevin Harvick - #31 Jeff Burton - #36 Boris Said¤ - #38 Elliott Sadler | - #40 Sterling Marlin - #41 Casey Mears - #42 Jamie McMurray - #43 Jeff Green - #44 Terry Labonte - #45 Kyle Petty - #48 Jimmie Johnson - #49 Ken Schrader - #50 Jimmy Spencer - #77 Travis Kvapil - #88 Dale Jarrett - #97 Kurt Busch - #99 Carl Edwards |

#### Busch Series
| - #2 Clint Bowyer - #5 Kyle Busch - #6 Erin Crocker - #8 Martin Truex Jr. - #9 Mark Martin - #10 Michel Jourdain | - #17 Matt Kenseth - #18 J.J. Yeley - #19 Bobby Labonte - #20 Denny Hamlin - #21 Brandon Miller | - #22 Kenny Wallace - #32 Shane Hmiel - #33 Tony Stewart/Tony Raines - #39 Ryan Newman - #57 Brian Vickers | - #60 Carl Edwards - #64 Jamie McMurray - #79 Kasey Kahne/Jeremy Mayfield - #81 Dale Earnhardt Jr - #90 Elliott Sadler |

#### Craftsman Truck Series
| - #04 Bobby Hamilton - #6 Ron Hornaday - #8 Deborah Renshaw | - #9 Shigeaki Hattori - #10 Terry Cook - #18 Chase Montgomery | - #22 Bill Lester - #30 Chad Chaffin - #38 Brandon Whitt | - #50 Todd Kluever - #92 Kevin Harvick - #99 Ricky Craven |

#### Whelen Modified Tour
| - #19 Ray Evernham | - #66 Matt Martin |

#### Pilotos Bloqueados
| - #3 Dale Earnhardt | - #88 The Big Brown Truck |

### Trilha Sonora
A trilha-sonora deste jogo ganhou destaque por ter contado com várias composições do guitarrista virtuoso estadunidense Joe Satriani.
| “ | "Fazer música para o novo jogo eletrônico da NASCAR foi desafiador, emocionante, libertador, e muito divertido! Eu toquei a minha guitarra de todas as maneiras imagináveis para transmitir o poder do esporte e da profundidade do jogo" | ” |

Steve Schnur, Executivo de Marketing da EA Sports deu a seguinte declaração sobre a escolha do guitarrista para participar da trilha-sonora do game:
| “ | "Satriani é um guitar-hero - seus fãs são roqueiros apaixonados que igualmente amam a adrenalina da NASCAR. Assim, ele foi a escolha perfeita para o jogo. Agora, os fãs não terão que esperar até seu próximo álbum para ouvir este incrível material novo." | ” |

#### Faixas
| N.º | Título              | Compositor e Intérprete | Duração |  |
| 1.  | "Tailgate Time"     | Joe Satriani            |         |  |
| 2.  | "Gothra"            | Aubrey Hodges           |         |  |
| 3.  | "Eliminator"        | Dale Stump              |         |  |
| 4.  | "Qualifier"         | Gene Rozenberg          |         |  |
| 5.  | "Daytona"           | Jesse Allen             |         |  |
| 6.  | "Server the Wicked" | Jesse Allen             |         |  |
| 7.  | "Enter the Zone"    | Joe Satriani            |         |  |
| 8.  | "Liquid Frenzy"     | Joe Satriani            |         |  |
| 9.  | "Rising Fury"       | Joe Satriani            |         |  |
| 10. | "Attitude"          | Joe Satriani            |         |  |
| 11. | "Bot Metallic Rez"  | Joe Satriani            |         |  |
| 12. | "Let's Roll"        | Joe Satriani            |         |  |
| 13. | "Overdrive Me"      | Joe Satriani            |         |  |
| 14. | "Screaming Fusion"  | Joe Satriani            |         |  |
| 15. | "Smokin Joe"        | Joe Satriani            |         |  |
| 16. | "Speed Natives"     | Joe Satriani            |         |  |
| 17. | "Over the Top"      | Niels Bye Nielson       |         |  |
| 18. | "Go Faster"         | Black Crowes            |         |  |
| 19. | "Wrangle"           | Niels Bye Nielson       |         |  |
| 20. | "Spiral"            | Peter Lehman            |         |  |
| 21. | "The Chase"         | Peter Lehman            |         |  |